# Green River (Wyoming)
Green River – miasto w Stanach Zjednoczonych, w stanie Wyoming, siedziba administracyjna hrabstwa Sweetwater.